# Aleksandar Rukavina
Aleksandar Rukavina (Zagreb, 2. mart 1934 — Sežana, 16. septembar 1985) bio je hrvatski vajar i slikar.

## Biografija
Studije vajarstva završio je 1958. na Akademiji likovnih umetnosti u Zagrebu. Bio je saradnik Majstorske radionice Vanje Radauša (1959—1962), a 1960. i 1961. učestvovao je na izložbama „15 mladih“. Njegova figurativna i apstraktna skulptura, pretežno komornog karaktera, obeležena je sažimanjem oblika, artikuliranim volumenima i traženjem izražajnosti u obliku i materijalu. Kontrastovao je obrađenu i „sirovu“ površinu materijala, najčešće od kamena i drveta. Izlagao je u Zagrebu, Splitu, Osijeku, Beogradu, Puli, Bujama i Grožnjanu. Od 1962. do 1969. u Bujama je radio kao nastavnik likovnog vaspitanja u osnovnoj školi i u gimnaziji, a od 1971. je živeo i radio u Brtonigli.
U Grožnjanu je 1964. pokrenuo likovnu koloniju kao i revitalizaciju mesta kao „grada umetnika“. Izradio je i niz reljefnih kompozicija za arhitektonske prostore te spomen-biste u Oprtlju, Bujama i Novigradu. Od monumentalnih plastika ističu se „Istarska žena“ (1964) u Bujama te spomenici palim borcima u Novoj Vasi (1975), Juricanima (1978), Plovanije (1981) i Kučibregu (1984). Takođe je slikao akvarele i ulja na platnu sa istarskim motivima. Od 1989. u Brtonigli deluje Memorijalna galerija „Aleksandar Rukavina“.